# Марсоход (Марс-96)

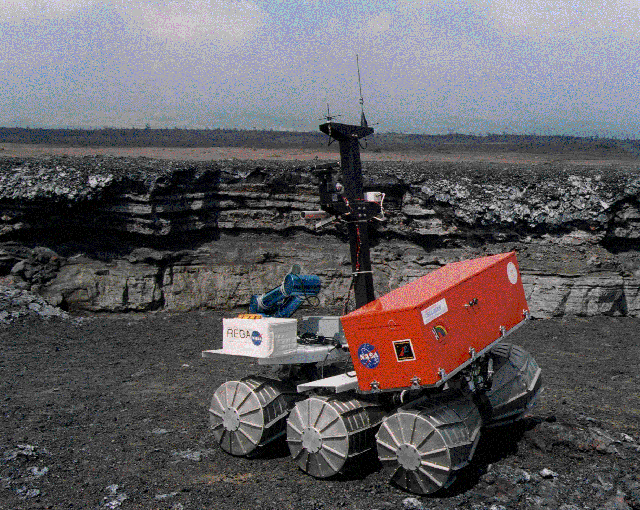
Марсоход во время тестов в Исследовательском центр Эймса, США

«Марсоход» — проект российского марсохода, который предназначался для использования в миссии «Марс-96». Вместо этого он использовался для экспериментов по усовершенствованию технологии марсоходов.
Прототипы марсохода «Марсоход» были доставлены из России в исследовательский центр NASA Ames Research Center, где они были совместно доработаны специалистами США и России. Это привело к разработке «системы управления виртуальной средой», что означало, что марсоходом можно было управлять удаленно через компьютерный интерфейс.
С момента разработки этого интерфейса управления марсоход использовался для моделирования. Эти эксперименты дали понимание исследователям робототехники и ученым различных аспектов применения роботизированных систем.

## Галерея

Марсоход в Исследовательском центре Эймса, США, 1996
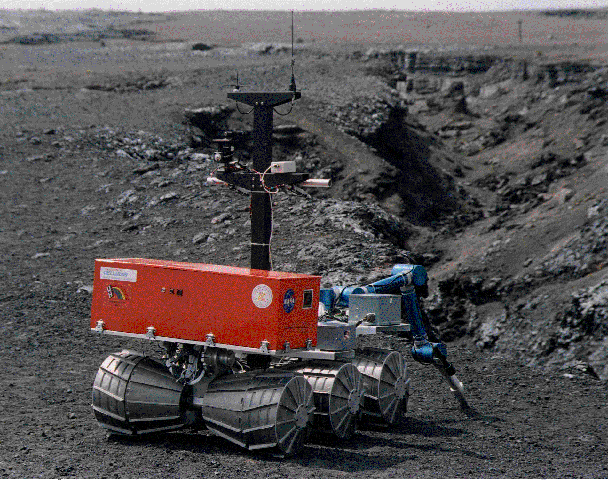
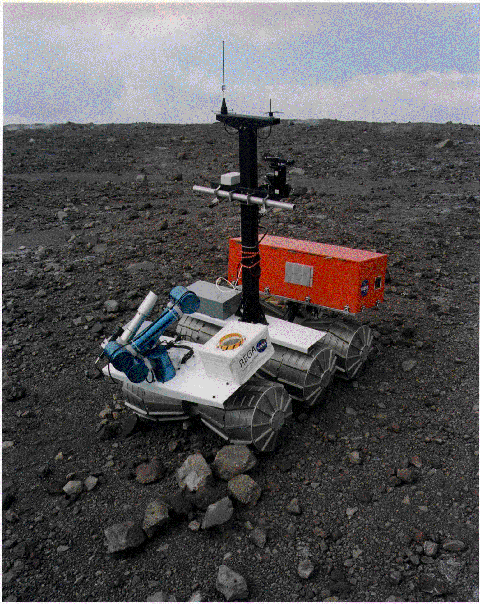